# Psilocerea jacobi
Psilocerea jacobi là một loài bướm đêm trong họ Geometridae.